# 萨尔曼·拉什迪遇刺案
2022年8月12日，印度出生的作家薩爾曼·魯西迪在美国纽约州肖托夸肖托夸學院准备演讲时遇刺，身中数刀。

## 背景
萨尔曼·拉什迪的第四部小说《撒旦诗篇》在1988年出版后获得高度好评，但也引来争议。次年（1989年），伊朗最高领袖阿亚图拉·鲁霍拉·霍梅尼下达暗杀拉什迪的教令，而在之前，《撒旦诗篇》的日文译者五十岚一于1991年7月遇刺身亡，该书的意大利语译者埃托里·卡普里奥洛也曾在其米兰的公寓里被刺成重伤。拉什迪因此被迫躲藏数年。但到2022年案发前夕，拉什迪的每次旅行已不再注重安全细节，而他前往的肖托夸节以“开放”和“轻松”而闻名。
执行伊玛目命令指令悬赏300万美元，意图以高利得到拉什迪的人头。赏金由15 Khordad基金会支付。该赏金一直未被撤销。虽然在1998年，伊朗政府曾试图与该教令保持距离，承诺停止敦促刺杀的执行。然而，2017年，伊朗最高领袖阿里·哈梅内伊重申该教令仍然有效。事后，基金会保持沉默，没有回复美联社的采访请求。
行刺前两周，拉什迪在接受德国时事杂志《亮点》访问时表示“目前我的生活再次变得非常正常”，同时他表示如果社交媒体在1980年代就诞生了，届时他的生命将受到“更严重的威胁”。庇护之城的联合创始人、原计划采访拉什迪的亨利·里斯表示，就在他们一起上台之前，拉什迪曾答应他将前往美国，为保护受迫害的艺术家创造新的机会。

## 行刺过程
当地时间8月12日上午十时四十七分，一名刺客闯入肖托夸研究所的舞台——拉什迪即将发表演讲的地方。警察和目击者称，袭击者刺中拉什迪的腹部和脖子，虽有人阻止，但最终得逞。
庇护之城联合创始人亨利·里斯在事件中头部受轻伤。拉什迪被直升机送往医院，一名嫌疑人被当场逮捕。

## 伤势
拉什迪腹部有四处伤口，颈部前部右侧有三处伤口，右眼有一处伤口，胸部有一处伤口，右大腿有一处伤口。 他被直升机送往宾夕法尼亚州伊利市的一家三级医院。
拉什迪的经纪人安德鲁·威利在事发当晚表示：当天拉什迪被装上呼吸机，无法说话。威利在提及伤势时称，拉什迪肝脏受损，一只手臂的神经被砍断，且恐将有一只眼睛失明。拉什迪的颈部在事件中亦被刺伤。
8月13日，威利表示拉什迪的呼吸机已被取下，并能够说话和开玩笑。
8月14日，威利表示，拉什迪已经走上“康复之路”，并补充说，“时间将会很长；伤势很严重，但他的病情正朝着乐观的方向发展。” 拉什迪的儿子扎法表示：“尽管这次改变他人生的伤势很严重，但他一贯的活跃和幽默感仍然和往常一样。”10月23日，威利接受采访时称，拉什迪一只眼睛失明，一只手失去使用能力，

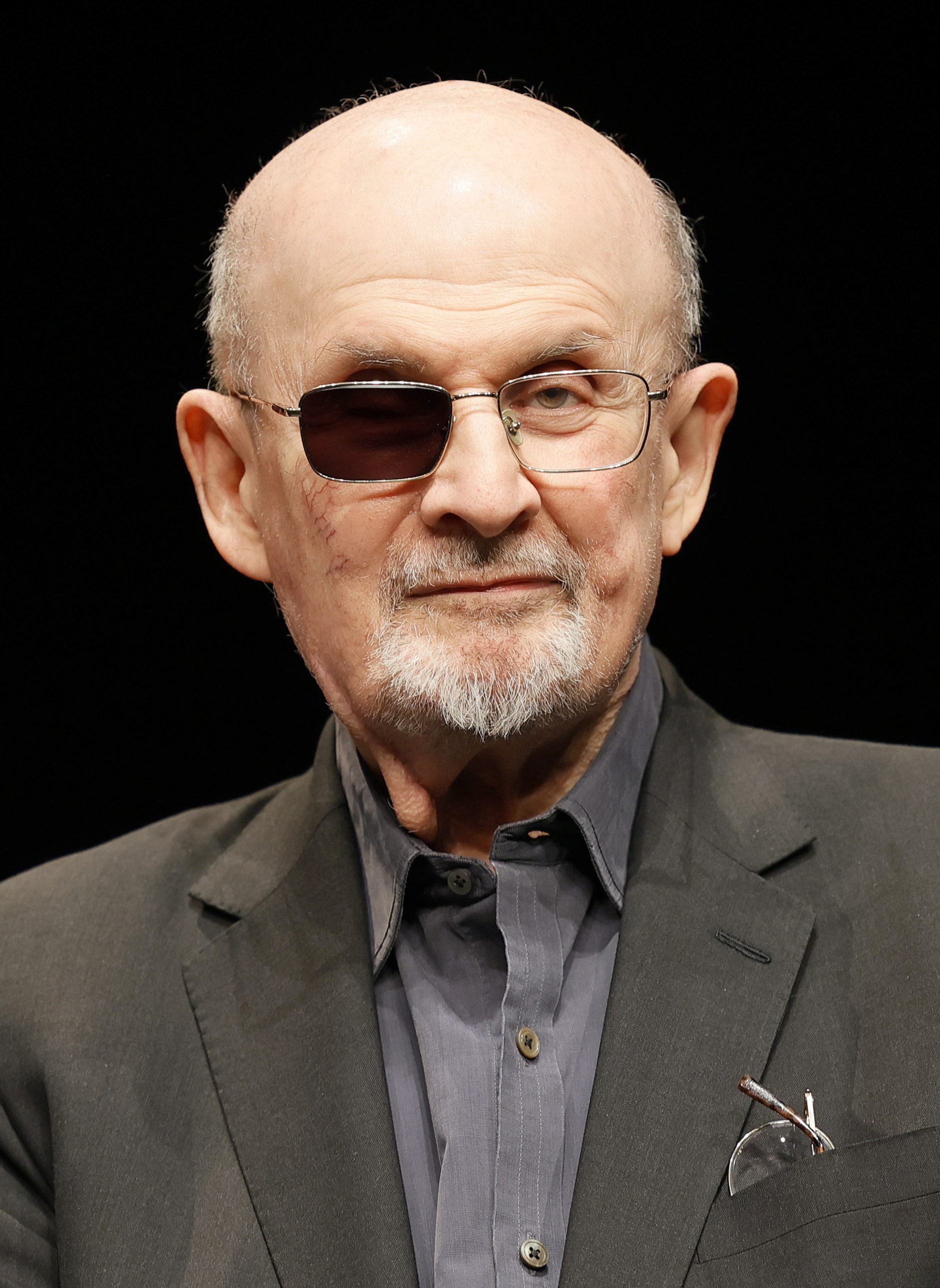
康復後的拉什迪，右眼因是次襲擊失明

2023年2月6日，拉什迪恢复健康，并接受了纽约人的采访。在谈到在这次袭击中幸存下来的经历时，他表示自己很幸运，最想表达的是感激之情。

## 犯案者
袭击发生后，警方将嫌疑人确定为新泽西州费尔维尤的哈迪·马塔尔（英語：Hadi Matar；阿拉伯语：‎，时年24岁）。据称他曾表达支持伊朗政府（什叶派）的意见。
马塔尔具有黎巴嫩血统，他的社交媒体中经常出现支持伊斯兰革命卫队的言论。他使用的假驾照上写有已被击毙的真主党武装分子的名字。有记者到访马塔尔在南黎巴嫩Yaroun的住所，可见真主党的旗帜，以及哈桑·纳斯鲁拉、阿里·哈梅內伊、鲁霍拉·穆萨维·霍梅尼和卡西姆·蘇萊曼尼的肖像，后真主党人员指示记者离开。
马塔尔的父亲于几年前回到黎巴嫩南部并住在亚隆。据亚隆市长阿里·特赫夫说，马塔尔的父亲在袭击发生后就把自己锁在家里，并拒绝与任何人交谈。
马塔尔的母亲告诉每日邮报，马塔尔在2018年去黎巴嫩看望父亲后性格发生变化，回到美国后，他开始孤立自己。她表示希望拉什迪能够康复，而且不打算再和儿子说话。
执法部门的一名消息人士告诉当地新闻，马塔尔的社交媒体账户显示表达了对伊斯兰革命卫队和什叶派极端主义的支持。 《纽约邮报》一份援引执法部门的报道称，马塔尔表达过对伊朗政府的支持。
马塔尔携带了一张假驾照，其姓氏与被暗杀的真主党领袖伊迈德·穆格尼耶相同。 他亦曾事先取得了参加这次活动的通行证。
马塔尔在接受纽约邮报采访时表示，他对拉什迪能幸存下来感到惊讶。他进一步补充说，他只读了“几页”《撒旦诗篇》，但他不喜欢拉什迪，因为他批评伊斯兰教，并在YouTube上看了他的视频。马塔尔拒绝回答他是否是因为教令而攻击拉什迪，但他表示他尊重发布该教令的霍梅尼。

## 调查工作
纽约州警在联邦调查局、學托擴縣治安官和地方检察官协助下调查这宗刺杀案件。
犯罪嫌疑人马塔尔在州法院被指控犯下二级谋杀罪和二级伤害罪，马塔尔否认上述指控。

## 后续

### 反应
喬·拜登政府和澳大利亚总理安東尼·艾巴尼斯的发言人皆就该事件表示谴责。英国首相鲍里斯·约翰逊和法国总统埃马纽埃尔·马克龙在推特发文谴责此次袭击事件。德国总理奥拉夫·朔尔茨亦谴责此事。加拿大总理賈斯汀·杜魯多祈祷拉什迪尽快康复。喀拉拉邦州长Arif Mohammad Khan于事发次日接收《印度快报》采访时被问及袭击事件，他表示“在一个文明的社会中，没有造成暴力的余地或自己掌控法律。这种令人发指的行为应受到严厉的谴责。”
伊朗官方媒体和以宇宙报为首的伊朗保守派媒体在报导刺杀案件时，谴责拉什迪为叛教者，指责其作品褻瀆神明，并公然赞扬施袭者。
美国笔会首席执行官指出“在美国的一场文学事件中，我们不能立即想到可以于这宗公共暴力袭击事件相比的案件。”。纽约时报的报道称这一事件在文学界掀起了“‘震惊和恐怖’的涟漪”。诺贝尔奖得主石黑一雄和阿卜杜勒-拉扎克·古尔纳率先就相关事宜表示谴责，布克奖得主伊恩·麥克伊旺和阿蘭達蒂·羅伊亦刊文谴责。伊斯蘭教研究专家Kylie Moore-Gilbert表示““超过30年的追杀和300万美元的赏金，鲁霍拉·穆萨维·霍梅尼'的伊斯蘭教令终于抓获了拉什迪。这是言论，表达，宗教和良心的自由的黑色一日。文学最悲惨的一日。”。伊朗流亡记者贝鲁兹·布查尼谴责这宗案件，称此次袭击为“对言论自由的攻击”。宗教文化委员会秘书Paul Tighe在事发次日开办展览会时在演讲中表达对拉什迪的支持。
萨尔曼·拉什迪遇刺后不久，英国作家J·K·罗琳在推特收到“你是下一个”威胁，她刊出截图并称警方正在调查此事件。

### 安全问题
尽管参与者在进入前进行了检查，并且有州警和治安官的警员在场守卫，但活动中期间仍然出现了安全问题。一位目击者声称舞台上没有安全保障。